# ギマランイス公

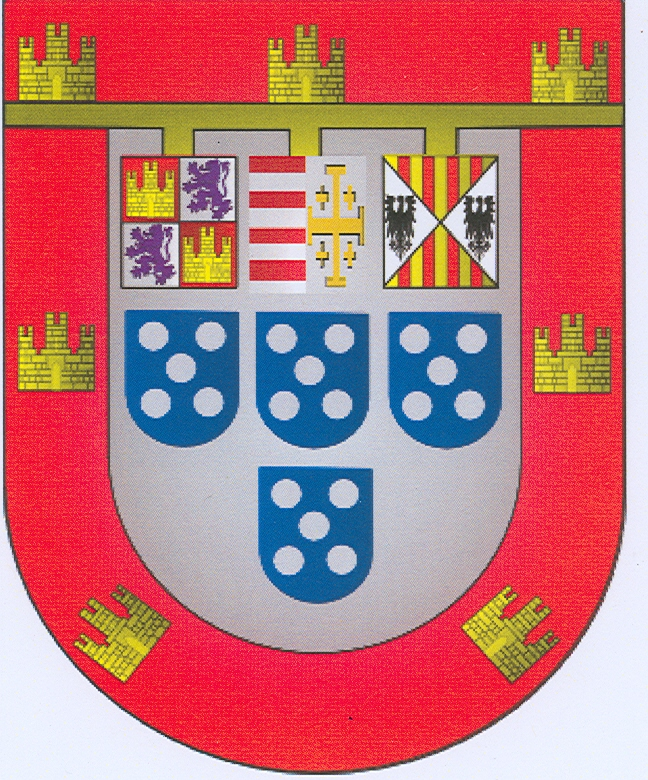
第4代ギマランイス公ドゥアルテ1世の紋章

ギマランイス公（ギマランイスこう、ポルトガル語: Duque de Guimarães）は、ポルトガル王国の公爵位。1464年にポルトガル王アフォンソ5世がフェルナンド2世・デ・ブラガンサ（後の第3代ブラガンサ公）をギマランイス伯に叙爵、1475年にギマランイス公に昇格したのが始まりであった。
1537年に第3代ギマランイス公テオドジオ1世の妹イザベルがポルトガル王マヌエル1世の息子ドゥアルテ王子と結婚したとき、テオドジオ1世は公爵領を持参金として割譲、ドゥアルテは第4代ギマランイス公になった。2人の息子ドゥアルテ2世が未婚のまま死去したため公爵領は王冠領に回収されたが、数十年後にポルトガル王フィリペ3世が公位をジョアン4世に授けたことで復活した。

## ギマランイス公の一覧
1. フェルナンド2世（1430年 - 1483年） - ギマランイス伯、ブラガンサ公
2. ジャイメ1世（1479年 - 1532年） - ブラガンサ公
3. テオドジオ1世（1510年 - 1563年） - ブラガンサ公
4. ドゥアルテ1世（1515年 - 1540年）
5. ドゥアルテ2世（1541年 - 1576年）
6. ジョアン4世（1604年 - 1656年） - ブラガンサ公としてはジョアン2世、1640年にポルトガル王[2]に即位
7. アルデグンデス（1858年 - 1946年） - ポルトガル王ミゲル1世の娘、パルマ公カルロ3世の次男であるバルディ伯爵エンリコと結婚
8. ドゥアルテ・ピオ（1945年 - ） - ブラガンサ公